# Famille de Saint-Aubin
 (mai 2018).
Pour les articles homonymes, voir Saint-Aubin.
La famille de Saint-Aubin est une famille éteinte  de la noblesse bretonne.

## Histoire
La famille de Saint-Aubin est une famille d'ancienne extraction chevaleresque. Elle compte neuf générations à la réformation de la noblesse en 1669. Potier de Courcy cite deux familles Saint-Aubin, les seigneurs de Tromarzein et les Saint-Aubin possessionnés dans le comté nantais. Leur origine est inconnue.
Le fonds d'archives de la famille Saint-Aubin est conservé au centre d'archives de Montréal de Bibliothèque et Archives nationales du Québec.
En 1789, un membre de la famille de Saint-Aubin participe aux élections des députés de la noblesse aux États généraux : François-Marie de Saint-Aubin.

## Généalogie

### Citations
L. Maitre dans son ouvrage Géographie descriptive de Loire-Inférieure cite :
- Hubert de Saint-Aubin, mentionné comme témoin dans des lettres de 1185, d'Eudon II de Porhoët, duc de Bretagne[5], pour l'Abbaye de Savigny.
- Guillaume de Saint-Aubin, chevalier en 1210[5]. Il apparaît dans un acte d'Eon de Pontchâteau.
- Henri de Saint-Aubin, servait avec sept écuyers dans les guerres de Bretagne en 1369[5].
- Galhot de Saint-Aubin, était sénéchal de La Guerche, en 1396[5].

Dom Lobineau dans son ouvrage Histoire de Bretagne, cite :
- 1144 - Abbaye de Buzay. Le Duc ajouta des donations nouvelles… en présence de plusieurs évêques et de… Guillaume de Saint-Aubin.
- 1154 - Parmi les seigneurs du parti du Duc Eudon II de Porhoët, Herbert de Saint-Aubin, Raoul de la Bouexière.
- 1207 - Rialano de Sancto Albino judice de Guerrandia (Titres de l'Église de Nantes)
- 1210 - Eon de Pontchâteau rend à l'Abbaye Notre-Dame de Blanche-Couronne une île en présence d'Olivier de Rougé, Philippe de Juigné, Guillaume de Saint-Aubin… tous chevaliers.
- 1331 - Petrus de Sancto Albino, titres de l'Abbaye de Saint-Sulpice.
- 1351-1352 - Parmi les gens d'armes et archers de Bonabes, seigneur de Rougé et de Derval : Henry de Saint-Aubin.
- 1379 - Titres de Brissac et d'Argentré, le 26 avril. Association de la noblesse contre l'invasion du pays : Raoul de Saint-Aubin, Guillaume Le Bouteiller. Ligue de la Noblesse : La Bouexière, Saint-Aubin.
- 1419 - Gens d'armes destinés pour accompagner Richard de Bretagne en France. Extrait des comptes de Jehan de Mauléon, trésorier de l'Epargne : Jehan de Saint-Aubin, Jehan de Marbré, Robin de Saint-Aubin…

Gens de la retenue du mareschal : Jehan de Saint-Aubin, Robin de Saint-Aubin, Georget de Saint-Aubin…
- 1432 - "Le Connétable fasché de voir contre le duc, son frère, portait les choses à l'extrémité contre le Duc d'Alençon fit venir à lui un gentilhomme de la place nommé Guillaume de Saint-Aubin, qu'il connaissait depuis longtemps et il lui qu'il fallait qu'il allast à la Guerche trouvé Ambroise de Loré… Saint-Aubin s'acquitta de cette commission avec joie."
- 1437 - Serment de fidélité au Duc : Pierre de la Bouexière, Pierre de Saint-Aubin…

Serment des nobles de l’évêché de Saint-Malo : Guillaume Robert, Saint-Aubin…
Dom Morice dans son ouvrage Preuves pour l'Histoire de Bretagne cite :
- 1369 - A Suze, le 8 septembre, lettre d'Amaury IV de Craon, lieutenant du Roi en Normandie à Jean Lemercier, trésorier des guerres, gages à Henry de Saint-Aubin, escuier, pour lui et sept autres escuiers et trois archers armés de sa compagnie.
- 1379 - Titres de Brissac et Argentré, le 6 avril, Raoul de Saint-Aubin
- 1380 - Le 10 octobre, Montre de Geoffroy Roussel, escuier à Avranches, pour servir contre les Anglais : Richart de Saint-Aubin…
- 1392 - Le 31 juillet, Montre de Jean Rouveroy au Mans :… Jehan de Saint-Aubin.
- 1416 - Le 1er juin, Revue de Prégent Huon :… Jehan de Saint-Aubin.
- 1458 - Chancellerie de Bretagne, le 14 juin, commission aux juges de Dinan d'enquérir de certains excès faits à Guillaume Ménage par Messire Simon de Lorgeril et Maître Georges de Saint-Aubin et autres.
- 1489 - Montre faicte à Fougères le 08 mars, hommes d'armes :… Loys de Saint-Aubin.
- 1505 - Montre du Maréchal Jean IV de Rieux, le 1er janvier à Saint-Quentin en Vermandois, archers :…Christ de Saint-Aubin, Jehan de Saint-Aubin.
- 1543 - Garnison noble de Nantes :…Pierre de Saint-Aubin.

#### Titres Féodaux
- 1437 - Sous la cote E 145, figurent aux Archives départementales de Loire-Atlantique, les serments de fidélité au Duc en 1437 par les chevaliers et écuyers de l'évêché de Rennes. Parmi les signatures, celle de Jean de Saint-Aubin.

#### Aveux
- Sénéchaussée de Rennes : Raoul de Montgermon et Perrote de Saint-Aubin pour des bailliages en Saint-Aubin-d'Aubigné (1415), Coté B 2184 aux Archives départementales de Loire-Atlantique.
- Sénéchaussée de Lannion : Jacques de Saint-Aubin, écuyer et… Jeanne Rogon, sieur et dame de la Mariaudais pour la maison du Grand Portzmeur à Lannion, f° 354 (1667-1683). Côté B 1658 aux Archives départementales de Loire-Atlantique.

### Réformation de la noblesse
- Alain de Saint-Aubin[6] , chevalier, sieur de Boquéhan, vivant en 1445[7]. En 1390, il épouse Guillemette, dame du Séric[8].
  - Olive de Saint-Aubin épouse Jacques Pabelot.
  - Roland ou Raoul de Saint-Aubin, sieur du Séric et de Boquehan. Il épouse Georgine de la Grée.
    - Jean de Saint-Aubin ( -1467).
      - Perrine de Saint-Aubin épouse Pierre de Lourdes ou de Louedays en 1529.
      - Roland de Saint-Aubin, sieur de la Morandais en 1528. Il épouse Marguerite des Bouchaux.
        - Charles de Saint-Aubin (vers 1526 à Campbon - ).
        - Jean de Saint-Aubin (31 mars 1528 à Campbon - ).
        - Marie de Saint-Aubin (12 novembre 1529 à Campbon - ).
        - Pierre de Saint-Aubin, sieur de la Morandais[9].
          - Philippe de Saint-Aubin ( - 11 mai 1604 à Campbon), sieur de la Trémoussaye et de Kerlence en 1578. Il épouse Roberde Gouëre.
            - Jean de Saint-Aubin, sieur de la Morandais en 1567 et de la Trémoussaye. Il épouse Françoise Giffard, puis Françoise du Boispéan( - 30 août 1587 à Campbon), le 16 août 1576 à Frossay, puis Michelle Michel , dame de la Pirotaye, le 9 janvier 1589 à Campbon.
              - (2) Gilles de Saint-Aubin ( - 17 novembre 1647 à Crossac), écuyer, sieur des Mesliers, marié à Jeanne Le Bouteiller.
                - Suzanne de Saint-Aubin (18 mars 1610 à Crossac - )
                - Jean de Saint-Aubin (31 décembre 1611 à Crossac - )
                - René de Saint-Aubin (30 juillet 1617 à Crossac)
                - Françoise de Saint-Aubin (17 juillet 1619 0 Crossac)
                - Guy de Saint-Aubin (2 décembre 1621 à Crossac - ), sieur des Mesliers
                - Renée de Saint-Aubin (13 novembre 1624 à Missillac - )
                - Jacquette de Saint-Aubin (7 septembre 1626 à Missillac - )
                - Jean de Saint-Aubin (24 mai 1628 à Missillac - )

              - René de Saint-Aubin, sieur du Buttay, écuyer. Il épouse Jeanne de la Poëze dame du Guigno, le 10 février 1600 à Campbon[10] puis Ysabeau Bruslé, dame du Buttay, le 12 janvier 1616 à Nantes (Saint-Clément)[11].
              - Bertranne de Saint-Aubin ( - 14 novembre 1600 à Campbon).
              - Françoise de Saint-Aubin ( - 27 novembre 1603 à Campbon).
              - Guy de Saint-Aubin (- 25 novembre 1658 à Campbon)  (Guigno)), sieur de la Morandais et du Guigno en 1630[10]. Il épouse Guyonne Gouëre ( - 23 janvier 1657), le 17 novembre 1630 à Pontchâteau puis Olive Loysel (veuve de François de St-Aubin).
                - Marquise (Marie) de Saint-Aubin, dame du Guignot, épouse  Pïerre Loysel, seigneur de Crossac, le 21 novembre 1649 à Campbon.

              - René de Saint-Aubin ( - 30 avril 1670 à Campbon), chevalier, sieur du Buttay. Il épouse Julienne de l'Estourbeillon (22 mars 1634 Montoir-de-Bretagne - ) le 11 août 1650 à Campbon, fille de Bertrand, sieur de la Hunaudière et de Péronnelle Loisel.
                - Jean Ollivier de Saint-Aubin (2 mars 1666 à Pontchâteau - ).
                - Geneviève de Saint-Aubin(19 décembre 1661 à La Chapelle-Basse-Mer - )[12].
                - Julienne de Saint-Aubin (17 juin 1663 à La Chapelle-Basse-Mer - ).
                - Yves de Saint-Aubin (1er décembre 1669 à Pontchâteau - ).
                - Julienne de Saint-Aubin (21 janvier 1670 à Pontchâteau - ).
                - Marc de Saint-Aubin (8 février 1670 à Pontchâteau - ).
                - Marguerite de Saint-Aubin(18 avril 1652 à Campbon - ).

              - François de Saint-Aubin (- 4 octobre 1650 Lavau-sur-Loire (La Chaussée)), écuyer, sieur de la Trémoussaye. Il épouse Jeanne Le Flo ou Le Flasne, dame de la Louynaie, douairière de Boispéan le 23 juillet 1720 à Frossay, puis Olive Loysel avant 1633.
                - Isabelle de Saint-Aubin (- 26 février 1687 à Savenay), dame des Nos. Elle épouse Mathurin Bino, sieur de la Noë, vers 1662.

              - Henry de Saint-Aubin ( - 14 mars 1629 à Crossac, écuyer, sieur des Noyers. Il épouse avant 1609 Renée Le Bouteiller ( - inhumé le 17 septembre 1642 à Crossac).
                - Charles de Saint-Aubin (17 février 1625 à Pontchâteau[13] -).
                - François de Saint-Aubin (20 novembre 1618 à Crossac - ).
                - Françoys de Saint-Aubin (19 septembre 1613 à Crossac - ).
                - Isabelle de Saint-Aubin, (20 juillet 1616 à Crossac - 18 mars 1671 à Crossac) épouse le 23 août 1640 à Crossac, Gilles Robert, sieur du Vigneau[14].
                - Guy de Saint-Aubin, sieur de la Morandais.
                - René de Saint-Aubin, sieur du Séric.
                - Jean de Saint-Aubin (1612 à Crossac - ), écuyer, épouse Péronne Nyau vers 1631.
                  - Renée de Saint-Aubin (27 avril 1632 à Couëron[15] - )
                  - Jean de Saint-Aubin (<1669 - ), sieur du Buttay et du Pineau[16]. Il épouse Gabrielle Pinson (- 1673 à La Chapelle-Basse-Mer) puis Guillemette Farinet le 28 juin 1683 à Nantes (Saint-Vincent-de-Nantes)   .
                    - (1) Louis de Saint-Aubin (1668 à Couëron[17] - 8 octobre 1673).
                    - Gabrielle de Saint-Aubin (19 avril 1672 à Couëron - 17 janvier 1674 à La Chapelle-Basse-Mer).
                    - Louyse de Saint-Aubin (27 avril 1673 à La Chapelle-Basse-Mer - 3 mai 1729[18] à Rouans).

    - Pierre de Saint-Aubin, écuyer, sieur du Séric, époux d'Isabeau de Tréviel puis remarié vers 1529 Guillemette Clémens.
      - (1) Pierre de Saint-Aubin, ( - 28 décembre 1618, enterré à Saint-Similien Nantes), sieur du Séric et de Boquéhan. Il épouse Françoise Giffard en 1549.
        - Roland de Saint-Aubin épouse Marie Gouere.
          - Marguerite de Saint-Aubin (12 février 1573 à Saint-André-des-Eaux -), son parrain est Pierre de Saint-Aubin époux de Jehanne Cramezel.

      - Nicolas de Saint-Aubin (→ 1594)[19].
      - Roland de Saint-Aubin (25 février 1549 à Campbon - ).
      - Jean de Saint-Aubin, sieur du Séric et de Boquéhan. Il épouse Catherine du Dresnay.
        - Charles de Saint-Aubin (- <1650), écuyer, sieur du Séric en 1616 et de Boquéhan. Il épouse Françoise de Saint-Aubin, dame de la N. avant 1609.
          - François de Saint-Aubin (2 septembre 1609 à Pontchâteau - 31 janvier 1681 à Saint-Brevin-les-Pins), écuyer, sieur de la Chasteignerays et de la Briordais en 1678[20], demeure à Montoir puis au Guynio. Il épouse Antoinette Gouëre ( - 8 janvier 1654 à Saint-Brevin-les-Pins) de défunt éc. Georges Gouëre, sieur de Béac et de Renée Danisy, le 7 novembre 1650 à Campbon ; puis Michelle Rampaud ( - 16 décembre 1674 à Saint-Brevin-les-Pins) le 13 février 1668 à Saint-Brevin-les-Pins.
            - (1) Guy de Saint-Aubin (11 novembre 1657 à Saint-Brevin-les-Pins - 18 novembre 1689 à Guérande), sieur de la Briordais en 1681[20]. Il épouse Françoise Le Botteuc, dame du val, le 29 avril 1680 à Guérande.
            - (1) Marguerite de Saint-Aubin (12 septembre 1660 à Saint-Brevin-les-Pins - ).
            - (1) Anne de Saint-Aubin (31 mars 1663 à Saint-Brevin-les-Pins - ).
            - (1) Jean de Saint-Aubin (1654 à Saint-Brevin-les-Pins - ).
            - (1) Jean de Saint-Aubin (2 décembre 1668 à Saint-Brevin-les-Pins - 1682).

          - Perrine de Saint Aubin (9 juillet 1618 à Pontchâteau[21]- )
          - Jean de Saint-Aubin (18 août 1619 à Pontchâteau- 3 octobre 1659 à Pontchâteau), sieur du Séric. Il épouse Marthe Loysel en 1645 puis Catherine Guillay.
            - Pierre de Saint-Aubin ( - 1 mars 1701 à Savenay), Escuyer, sieur de la Chaussée[2],[22], capitaine des Garde-côtes, sénéchal de la Vicomté de Donges et de la baronnie de la Roche en Savenay, capitaine des Garde-côtes, sénéchal de la Vicomté de Donges et de la baronnie de la Roche en Savenay. Il épouse Françoise du Couldray (48 ans- 28 septembre 1691 à Lavau-sur-Loire) en 1668 à Donges, puis il épouse en secondes noces Marie Butet le 14 avril 1693 à Nantes (Saint-Similien).
              - (1) Michel de Saint-Aubin (28 avril 1676 à Lavau-sur-Loire - avant 1729), sieur de la Chaussée et du Vigneau. Il épouse Marie Hébert (48 ans - 28 avril 1729 à Lavau-sur-Loire[23]) , le 13 mai 1709 à Campbon.
                - Elisabeth de Saint-Aubin (28 octobre 1699 à Pontchâteau - ), fille d'une servante Perrine Dauphin.
                - François de Saint-Aubin (15 février 1716 à Campbon - 26 mai 1720 à Campbon).
                - Françoise de Saint-Aubin (8 juillet 1714 à Campbon- 26 mai 1720 à Campbon).
                - Honoré-François de Saint-Aubin (vers 1715 - 27 décembre 1753 à Savenay). Il épouse Marie-Rose Rivière du Vauguérin le 16 juin 1738 à Fay-de-Bretagne.
                - Marie de Saint-Aubin, (27 juin 1713 à Campbon - ).
                - Michel de Saint-Aubin, (21 juillet 1712 à Campbon - 1734)[24]) sieur de la Chaussée. Il épouse Louise Cassard, le 19 février 1732 à La Chapelle-Launay, fille de Me Emmanuel Cassard, sieur de la Joue, Conseiller du roi, Juge criminel de Nantes et de Dame Françoise Merlet.
                - Pierre de Saint-Aubin (12 janvier 1711 à Campbon - ).

              - (1) Marquise de Saint-Aubin(28 novembre 1672 à Lavau-sur-Loire - ).
              - (1) Catherine de Saint-Aubin (vers 1681 - 1 mai 1700 à Savenay).
              - (1) Charles de Saint-Aubin (27 août 1677 à Lavau-sur-Loire - ).
              - (1) Françoise de Saint-Aubin (16 mai 1683 à Lavau-sur-Loire - ).
              - (1) Lucrèce de Saint-Aubin (19 octobre 1679 à Lavau-sur-Loire- 2 octobre 1684 à Lavau-sur-Loire).
              - (1) Ollivier de Saint-Aubin (5 décembre 1670 à Lavau-sur-Loire - ).
              - (1) Pierre de Saint-Aubin (22 février 1674 à Lavau-sur-Loire - 22 juin 1716 à Lavau-sur-Loire), sieur de la Chaussée, sénéchal de la vicomté de Donges et de la Roche en Savenay. Il épouse Marie Avril le 15 mai 1702 à Vertou.
                - Pierre de Saint-Aubin (30 mars 1703 à Savenay- 2 avril 1703[25] Savenay).
                - Pierre de Saint-Aubin (26 avril 1705 à Lavau-sur-Loire - ).

              - (2) François-Pierre de Saint-Aubin (23 avril 1696 - 6 octobre 1758 à Saint-Philbert-de-Grand-Lieu), seigneur des Poitrivières, major Général des garde-côtes du Pays de Retz. Il épouse Marie Claire Jeanne Le Loup ( - 29 mars 1761 à Saint-Philbert-de-Grand-Lieu), le 19 mars 1721 à Nantes (Sainte-Croix), fille de Jean-Baptiste-Gaston Lelou, seigneur de La Chapelle-Glain et de Marquise Gabard.
                - Marie Jeanne Marquise Françoise de Saint-Aubin (14 janvier 1722 à Nantes - 2 février 1729 à Nantes (Sainte-Radegonde).
                - Charlotte Thomasse Renée de Saint-Aubin (15 décembre 1730, Nantes (Sainte-Radegonde)- 21 novembre 1782 Saint-Philbert-de-Grand-Lieu (Poitrivières)).
                - Prudence Magdelaine de Saint-Aubin (26 juin 1725 Nantes (Saint-Léonard)- 7 octobre 1725 Vertou).
                - François Prudent Gaston de Saint-Aubin (30 août 1727, Nantes (Sainte-Radegonde) - 18 octobre 1727 Vertou).
                - Prudence Geneviève de Saint-Aubin (26 août 1732 Saint-Philbert-de-Grand-Lieu - 17 septembre 1801 Lavau-sur-Loire). Elle épouse Honoré-Pierre Baye  le 9 février 1779 à Treffieux.
                - Claire Françoise Marquise de Saint-Aubin (8 octobre 1728, Nantes (Sainte-Radegonde) - ) épouse le 7 janvier 1764 à La Limouzinière à écuyer Laurent Riou.

              - Jeanne de Saint-Aubin ( - 4 octobre 1702[25] Savenay).
              - Louis-Marie de Saint-Aubin (30 août 1695 Lavau-sur-Loire - ).
              - Marie de Saint-Aubin (25 novembre 1694 Lavau-sur-Loire- 2 octobre 1695 Savenay[26]).
              - René-Marie de Saint-Aubin (22 février 1695 Lavau-sur-Loire - 19 octobre 1695 Savenay[26]).
              - Marie de Saint-Aubin (3 novembre 1697 Savenay- 22 mars 1778[27] Savenay).
              - Renée de Saint-Aubin (25 mars 1699 Savenay - 27 août 1780[27] Savenay).
              - Perrine de Saint-Aubin (9 octobre 1701 Savenay- 19 octobre 1701 Savenay).

            - Guyonne de Saint-Aubin (16 janvier 1652 Pontchâteau - ).
            - Marguerite de Saint-Aubin (4 juin 1649 Pontchâteau - ).
            - Olive de Saint-Aubin (22 novembre 1650 Pontchâteau - )
            - Charles de Saint-Aubin (vers 1661- 24 novembre 1690 Lavau-sur-Loire), écuyer, sieur du Bois-Rousseau ou Bois Saint-Aubin. Il épouse Marie Thérèse de La Louayrie, le 20 décembre 1688 à Donges[28].

          - Isabelle (ou Izabeau) de Saint Aubin (4 novembre 1621 à Pontchâteau[29]- )
          - Guillaume de Saint Aubin (8 novembre 1623 à Pontchâteau[30]- )
          - François de Saint Aubin (2 septembre 1626 à Pontchâteau[30]- )

## Armes
| Blason | Nom de la famille et blasonnement                                                                       |
| ------ | --- |
|        | Famille de Saint-Aubin De gueules à la bande d'argent.,                                                 |
|        | Famille de Saint-Aubin D'argent à la bande fuselée de gueules, accostée de six besants du même en orle. |

## Personnalités
- Jean de Saint-Aubin, Prieur en 1528, au Prieuré du Tertre appartenant à l'Abbaye Notre-Dame de Blanche-Couronne[34].
- Yvonne de Saint-Aubin, supérieure de l'Hôtel-Dieu de Paimbœuf, "La première supérieure de l'hôpital de Paimbœuf a été une demoiselle de Saint-Aubin, personne toute dévouée au service des pauvres qui dut abandonner ses fonctions pour raisons de santé. Elle proposa pour la remplacer sa nièce, mademoiselle de Kermoran…"

## Possessions
- Bocquehan, Guenrouet[2].
- du Bois, Vigneux-de-Bretagne.
- La Bitenais, Drefféac, en 1434 à Rolland de Saint-Aubin.
- La Briordais, Terre et Juridiction, Saint-Père-en-Retz, 1678 et 1681[20],[2].
- Le Buttay, La Chapelle-Basse-Mer, Terre et Juridiction, en 1673 à Ecuyer Jean de Saint-Aubin[35].
- La Châtaignerais, Saint-Brevin-les-Pins, en 1678 à François de Saint-Aubin[2].
- La Chaussée, Lavau-sur-Loire, en 1717 à Michel de Saint-Aubin, en 1720[36],[2]
- Le Guignot, Terre, Campbon en 1630 et 1650[10].
- La Joudonnais.
- Hôtel de Launay, Terre, Fay-de-Bretagne en 1443[8],[2], en 1445 à Pierre de Saint-Aubin.
- La Mazure, Terre, Frossay en 1661[37].
- La Morandais, Campbon[2], en 1528 à Rolland de Saint-Aubin, en 1567 et 1587 à Jehan de Saint-Aubin, en 1630 à Guy de Saint-Aubin, en 1670 à Marquise de Saint-Aubin, la propriété passe au Loysel par le mariage de Marquise.
- Les Noyers.
- Le Pineau, Vigneux-de-Bretagne[2].
- Les Poitrivières, Saint-Philbert-de-Grand-Lieu,
- La Rivière, Vigneux-de-Bretagne[2].
- Le Séric, Terre, Campbon de 1390 à 1549[8],[2]. Guillemette du Séric en 1390, Pierre de Saint-Aubin en 1549, Charles de Saint-Aubin en 1616.
- La Soudannaye, Drefféac[2].
- La Trémoussaye, Montoir-de-Bretagne
- Le Vigneau, Donges, avant 1711 à Michel de Saint-Aubin.